# ステファン・ウル
ステファン・ウル（Stefan Wul）は、パリ生まれのフランスのSF作家ピエール・ペロー（Pierre Pairault、1922年3月27日 - 2003年11月26日）のペンネーム。

## 略歴
ペローは歯科医師だったが、真の情熱はSFにあった。彼の作品の多くは、科学的データへの深い知識を示しており、その情熱を反映している。ペローは1989年に歯科医師を引退したが、フランスのSF界では引き続き活躍した。
1956年から1959年にかけて11冊の小説を、1977年には12冊目の小説を出版した。そのうちの1冊『Le Temple du Passé』（1957年）は、1973年に『The Temple of the Past』として英語に翻訳された。フランス語圏以外で彼の名が知られるようになったのは、アニメーター兼映画監督であるルネ・ラルーによって2作品がアニメ化されたことにある。ラルーが1973年に映画化した『Oms en série』（直訳：オム族がいっぱい）は、2010年になり英語に翻訳され、『ファンタスティック・プラネット』というタイトルで発表された。

## 書誌
- Retour à zéro (Back to Zero, 1956年)
- 『ニューク』 - Niourk (1957年)
- Rayons pour Sidar (Rays for Sidar, 1957年)
- La Peur géante (The Giant Fear, 1957年)
- Oms en série (Oms by the Dozen, 1957年) ※1973年に『ファンタスティック・プラネット』として映画化[1]
- Le Temple du passé (The Temple of the Past, 1957年)
- L'Orphelin de Perdide (The Orphan of Perdide, 1958年) ※1982年に『時の支配者』（Les Maîtres du temps）として映画化
- La Mort vivante (The Living Death, 1958年)
- Piège sur Zarkass (Trap on Zarkass, 1958年)
- Terminus 1 (1959年)
- Odyssée sous contrôle (Odyssey Under Control, 1959年)
- Noô (1977年)